# Acorn Computers
Acorn Computers era una compagnia britannica di elettronica con sede a Cambridge, Inghilterra, nata nel 1978. 
Creata da Chris Curry e Hermann Hauser, produsse e commercializzò computer che divennero popolari soprattutto nel Regno Unito. Tra questi, l'Acorn Electron, il BBC Micro e l'Acorn Archimedes. Il BBC Micro dominò il mercato dei computer nelle scuole britanniche negli anni ottanta e inizi novanta. 
Acquisita dalla Olivetti nel 1985, nel 2000 la compagnia fu divisa in diverse aziende, anche se lasciò in eredità moltissimi progetti, quali lo sviluppo dei computer basati sui processori RISC. Alcune di queste aziende, come la ARM Holdings, sono tutt'oggi operative.

## La collaborazione tra Curry e Sinclair
Il 25 luglio del 1961, Clive Sinclair fondò la Sinclair Radionics per vendere apparecchi elettronici, come le calcolatrici. Il fallimento dell'orologio da polso Black Watch e lo spostamento del mercato delle calcolatrici dai display a LED a quelli basati su LCD provocò un dissesto finanziario. Sinclair chiese supporto alla National Enterprise Board (NEB). Dopo aver ceduto il controllo della società alla NEB, Sinclair incoraggiò Chris Curry ad abbandonare la Sinclair Radionics e fondare la Science of Cambridge (SoC). Nel giugno 1978, la SoC commercializzò un microcomputer in kit, l'MK 14, che Curry avrebbe voluto sviluppare ulteriormente. Durante lo sviluppo dell'MK 14, Hermann Hauser, un amico di Curry, dopo una visita agli uffici della società, si interessò particolarmente al progetto.

## La società CPU Ltd (1978–83)
Curry e Hauser decisero di unire il loro interesse per i computer: il 5 dicembre 1978 fondarono la Cambridge Processor Unit Ltd (CPU). Presto la CPU ottenne un contratto di consulenza per sviluppare un controller di una slot machine per la Ace Coin Equipment (ACE). Inizialmente, il controller era basato su un microprocessore SC/MP, che venne poi sostituito dal 6502.

### I computer
CPU finanziò lo sviluppo di un computer basato sul 6502. Questo sistema fu lanciato nel gennaio 1979 come il primo prodotto della Acorn Computer Ltd, una società fondata dalla CPU per ridurre i rischi economici.
In quel tempo, la CPU ed Andy Hopper fondarono la Orbis Ltd per commercializzare la scheda di rete Cambridge Ring, sulla quale Hopper aveva lavorato per la sua laurea di dottorato. La CPU successivamente inglobò la Orbis, in cambio di azioni per Hopper. Il ruolo di CPU cambiò gradualmente mentre la Acorn cresceva: la CPU era semplicemente la società capogruppo e la Acorn era responsabile dello sviluppo.

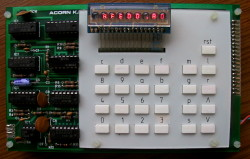
L'Acorn System 1, scheda superiore (commercializzata nel 1979).

L'Acorn Microcomputer, più tardi ridenominato Acorn System 1, fu progettato da Sophie Wilson. Era un sistema semi-professionale dedicato all'ingegneria e all'uso in laboratorio, ma il suo prezzo era così basso, circa £80, da attirare i più seri appassionati. Era una macchina veramente piccola costruita su due schede, una con un display a LED, una tastiera, e una interfaccia a cassetta (la circuiteria a destra della tastiera), e l'altra che costituiva il resto del computer (inclusa la CPU). Praticamente tutti i segnali della CPU erano accessibili tramite un connettore Eurocard.
System 2 facilitò l'espansione del sistema ponendo la CPU del System 1 in un rack Eurocard da 19 pollici che consentiva numerose aggiunte opzionali. Il System 2 veniva di solito venduto con un controller per la tastiera, esterna, un'interfaccia a display testuale, e un sistema operativo a cassette con incluso un interprete BASIC.
Il System 3 aggiunse il supporto ai floppy disk mentre il System 4, incluso in un contenitore di maggiori dimensioni, montava un secondo drive. Il System 5 era in gran parte simile al System 4, ma si basava su un più veloce 6502 a 2MHz.

### L'Atom

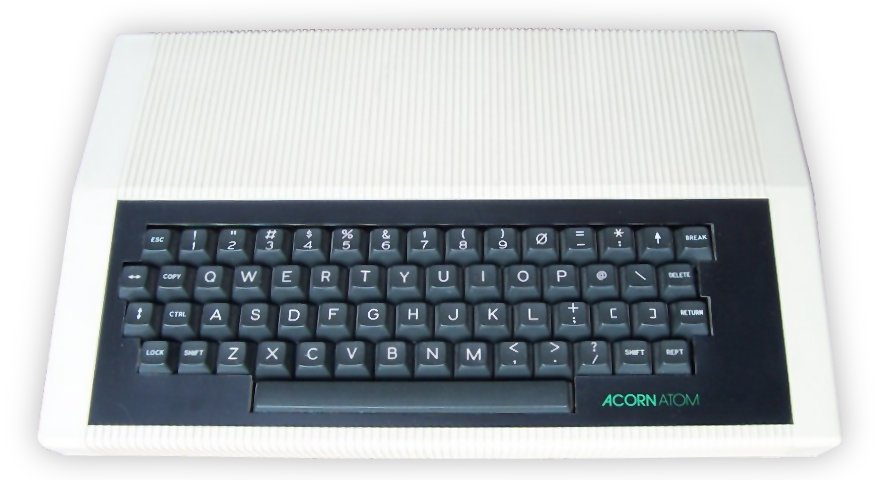
L'Acorn Atom.

Lo sviluppo del Sinclair ZX80 prese inizio alla Science of Cambridge nel maggio 1979.
Probabilmente la conoscenza di ciò spinse Curry a concepire il progetto Atom per puntare il mercato consumer. Curry ed un altro progettista, Nick Toop, lavorarono a casa di Curry allo sviluppo di questa macchina. Fu in quel periodo che la Acorn Computers Ltd venne incorporata e Curry andò a lavorare all'Acorn a tempo pieno.
Fu Curry che volle puntare il mercato consumer; altre fazioni all'interno di Acorn, inclusi gli ingegneri, erano felici di essere fuori da quel mercato e consideravano un home computer un prodotto piuttosto frivolo per una compagnia che operava nel mercato degli strumenti di laboratorio. Per mantenere i costi bassi e non dare ai dubbiosi motivi per opporsi all'Atom, Curry chiese al progettista industriale Allen Boothroyd di progettare un involucro che potesse anche funzionare come una tastiera esterna per i microcomputer. Le parti interne del System 3 furono poste all'interno della tastiera, creando un tipico allestimento per un home computer economico dei primi anni ottanta, l'Acorn Atom, il quale ebbe un discreto successo.
Per facilitare lo sviluppo del software, una LAN proprietaria era stata installata a Market Hill. Fu deciso di includere questa, la Econet, nell'Atom, e al suo lancio ad una mostra di computer nel marzo 1980, fu fatta la dimostrazione di otto Atom con scheda di rete che permettevano di condividere file, di vedere gli schermi da remoto e di controllare le tastiere da remoto.

### BBC Micro e l'Electron

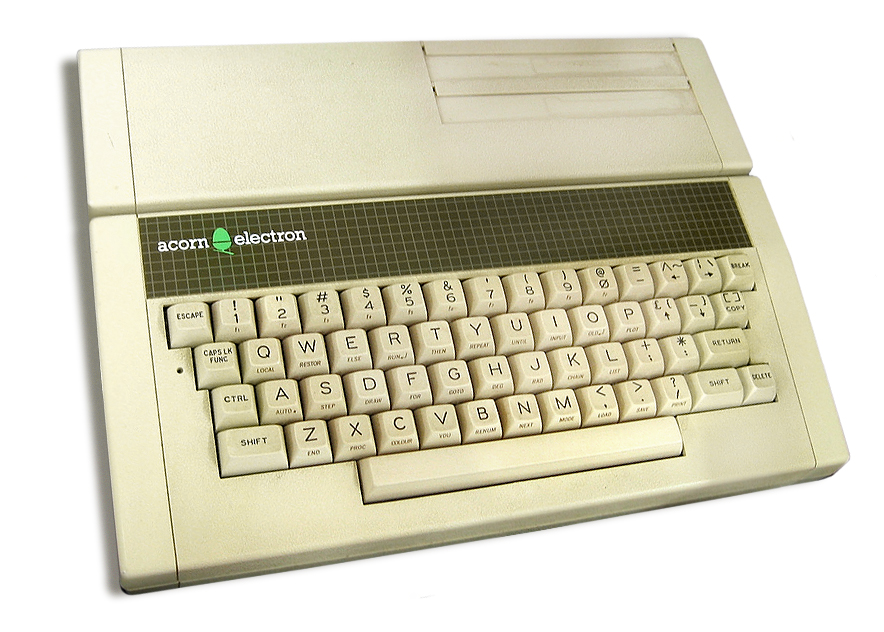
Acorn Electron

Con l'Atom sul mercato, Acorn poteva iniziare a pensare alla sua sostituzione. C'erano nuovi processori a 16 bit che uscivano sul mercato: in quale direzione si dovevano muovere? Dopo molte discussioni, Hauser suggerì il compromesso di una macchina migliorata basata sul 6502 con maggiori capacità di espansione: il Proton. Il personale tecnico dell'Acorn non aveva voluto fare l'Atom ed ora vedevano il Proton come la loro opportunità di "do it right".
Uno degli sviluppi proposti per il Proton fu il Tube, un'interfaccia proprietaria che permetteva di aggiungere un secondo microprocessore. Questo compromesso avrebbe reso disponibile una macchina basata sul 6502 valida per il mercato di massa che avrebbe potuto espandersi con processori più sofisticati e costosi. Il Tube consentiva di allocare l'elaborazione sul secondo processore lasciando al 6502 il trattamento dei dati di input/output (I/O). In anni successivi il Tube avrebbe giocato un ruolo importante nello sviluppo del processore proprietario di Acorn.
All'inizio del 1980, il Further Education department della BBC concepì l'idea di un programma di educazione al computer, principalmente sulla scia di un documentario della BBC, The Mighty Micro, nel quale il Dr. Christopher Evans del UK National Physical Laboratory predisse l'avvento della rivoluzione del microcomputer. Fu un documentario molto convincente, al punto che ci furono domande poste al parlamento. A seguito di queste interrogazioni, il Department of Industry (DoI) si interessò al programma, come fece la BBC Enterprises, che vide l'opportunità di vendere una macchina abbinata alla serie. BBC Engineering ebbe la direttiva di definire le specifiche di un computer da abbinare alla serie.
Alla fine, sotto una certa pressione del DoI di scegliere un sistema britannico, la BBC scelse il NewBrain dei Newbury Laboratories.
Questa scelta rivelò l'incidenza della pressione esercitata sul progetto di alfabetizzazione informatica della BBC che si riteneva indipendente – Newbury era di proprietà del National Enterprise Board, un'agenzia governativa che operava in stretta collaborazione col DoI.
La scelta fu anche in qualche modo ironica dato che il NewBrain nacque come un progetto di Sinclair Radionics, e fu la preferenza accordata da Sinclair al suo sviluppo piuttosto che al MK14 del Science Lab di Cambridge che indusse Curry a lasciare SoC per fondare CPU con Hauser.
Il NEB spostò il NewBrain a Newbury dopo che Sinclair lasciò Radionics e andò al SoC.
Nel 1980 - 1982 lo UK Department of Education and Science (DES) aveva iniziato il Microelectronics Education Programme per introdurre concetti di microelaborazione e materiale educativo. Dal 1982 al 1986, il DoI allocò fondi per assistere organizzazioni educative locali in UK a fornire alle loro scuole una serie di computer, e il BBC Micro fu uno dei più popolari. In parallelo, il DES continuò a finanziare più materiali per i computer, come software e progetti di applicazioni computerizzate, oltre a formazione per gli insegnanti.
Sebbene il NewBrain fosse sotto pesante sviluppo da parte di Newbury, fu presto chiaro che non erano ancora pronti per avviarne la produzione; – di certo non in tempo per il programma di alfabetizzazione, né tantomeno per la scadenza fissata dalla BBC. I programmi della BBC, che inizialmente dovevano andare in onda nell'autunno 1981, furono spostati alla primavera del 1982. Dopo che Curry e Sinclair ebbero scoperto le intenzioni della BBC, quest'ultima diede la possibilità ad altri produttori di proporre le loro soluzioni.
Rappresentanti della BBC fecero visita all'Acorn per avere una dimostrazione delle capacità del Proton. Poco dopo, il contratto per il programma di alfabetizzazione informatica fu stipulato con la Acorn, ed il Proton fu lanciato nei primi mesi del 1982 con il nome di BBC Micro. Nell'aprile 1984 Acorn vinse il Queen's Award for Technology per il BBC Micro. Con il riconoscimento si approvò in ispecial modo il design avanzato del BBC Micro, e l'Acorn fu encomiata "per lo sviluppo di un microcalcolatore con molte funzionalità innovative".
Nell'aprile 1982 Sinclair lanciò sul mercato lo ZX Spectrum. Curry parlò dell'Electron come il rivale dello ZX, prodotto da Acorn, con un prezzo inferiore alle 200 sterline.
Sotto molti punti di vista una versione ridotta del BBC Micro, faceva uso di un componente ULA prodotto da Acorn per riprodurre la maggior parte delle sue funzionalità. Ma i problemi legati alla produzione dei componenti ULA portarono ad una riduzione delle risorse di costruzione, e l'Electron, sebbene lanciato nell'agosto 1983, non fu presente sul mercato nelle quantità sufficienti per sfruttare i ricavi delle vendite natalizie del 1983. L'Acorn rinviò la questione al 1984 e sottoscrisse nuovi contratti di fornitura per la produzione.

## Acorn Computer Group plc (1983–85)
Le vendite del BBC Micro ebbero successo: i profitti passarono da 3000 sterline nel 1979 a 8,6 milioni nel 1983. Nel settembre del 1983, le azioni CPU furono liquidate e Acorn entrò nella borsa Unlisted Securities Market con il nome Acorn Computer Group plc, mentre Acorn Computers Ltd era la divisione dei computer. Con un prezzo minimo di 120 pence, il gruppo ebbe una capitalizzazione di 135 milioni di sterline. I fondatori della CPU, Herman Hauser e Chris Curry, divennero milionari: Hauser aveva 53,25 milioni di azioni (64 milioni di sterline) e Curry 43 milioni di azioni (51 milioni di sterline).

### La nuova architettura RISC
Dai tempi dell'Atom, Acorn stava cercando di cambiare processore: il primo computer a 16 bit, l'Acorn Communicator, fu sviluppato nel 1982 con processore WDC 65C816.
Il PC IBM fu lanciato nel 12 agosto 1981. Il successore del PC, l'XT (EXtended Technology) fu introdotto nel 1983. Il successo di questi computer e dei sistemi basati sull'accoppiata Z80/CP/M presenti sul mercato, fecero capire che il settore business era commercialmente valido.
Iniziò lo sviluppo di una macchina da ufficio con la tecnologia esistente: la scheda madre del BBC Micro e il Tube furono usate per creare workstation basate sul CP/M, MS-DOS e Unix (Xenix).
Il progetto Acorn Business Computer (ABC) richiedeva la produzione di un quantitativo di processori secondari creati per lavorare sulla piattaforma BBC Micro. Durante lo sviluppo, Acorn doveva implementare il protocollo Tube su ciascuno dei processori selezionati, ma durante la ricerca di un candidato, nel 1983, si accorsero che non era per nulla banale trovare un processore che rimpiazzasse il 6502.
Ad esempio, a causa di molte istruzioni non interrompibili che usavano più d'un ciclo di clock del processore per essere eseguite, i tempi di risposta alle interruzioni del Motorola 68000 erano troppo lunghi per poter gestire lo stesso protocollo di comunicazione che invece un host BBC Micro basato sul 6502 maneggiava senza difficoltà.
Lo sviluppo del modello National Semiconductor basato sul 32016 della famiglia ABC, venduto in seguito col nome Cambridge Workstation, mostrò a Sophie Wilson e Steve Furber l'importanza che nel progetto assumeva l'ampiezza di banda. Si vide anche chiaramente che un 6502 a 4 MHz aveva prestazioni molto superiori ad un 32016 a 8 MHz. Per di più, il sistema Apple Lisa aveva mostrato agli ingegneri dell'Acorn la necessità di sviluppare un ambiente a finestre – e questa non sembrava un'impresa facile con un sistema a 2-4 MHz basato sul 6502 impiegato per la parte grafica.
La Acorn aveva bisogno di una nuova architettura.
L'Acorn testò tutti i processori disponibili e li trovò inadeguati. Dopo aver considerato l'uso di soluzioni già esistenti, agli sviluppatori era chiaro che Acorn doveva seriamente prendere in considerazione la creazione di un processore proprio.
Gli ingegneri della compagnia sfogliarono gli articoli del progetto Berkeley RISC. Adesso avevano chiara la situazione: se una squadra di studenti neolaureati poteva creare un processore a 32 bit competitivo, allora all'Acorn non avrebbero avuto problemi a fare lo stesso. Una gita al Western Design Center, a Phoenix, rese chiaro a Furber e Wilson che non avrebbero avuto bisogno di grosse risorse o di centri avanzati di ricerca e sviluppo.
Sophie Wilson cominciò a sviluppare l'instruction set, scrivendo una simulazione del processore in BBC BASIC, facendola girare su una macchina BBC Micro con un 6502 come coprocessore. I risultati convinsero gli ingegneri di essere sulla buona strada.
Prima di continuare, tuttavia, servivano più risorse. Ora toccava a Wilson di andare da Hauser per spiegargli cosa stavano mettendo in piedi. Data l'autorizzazione a procedere, fu messa insieme una piccola squadra per implementare il modello di Wilson in hardware.

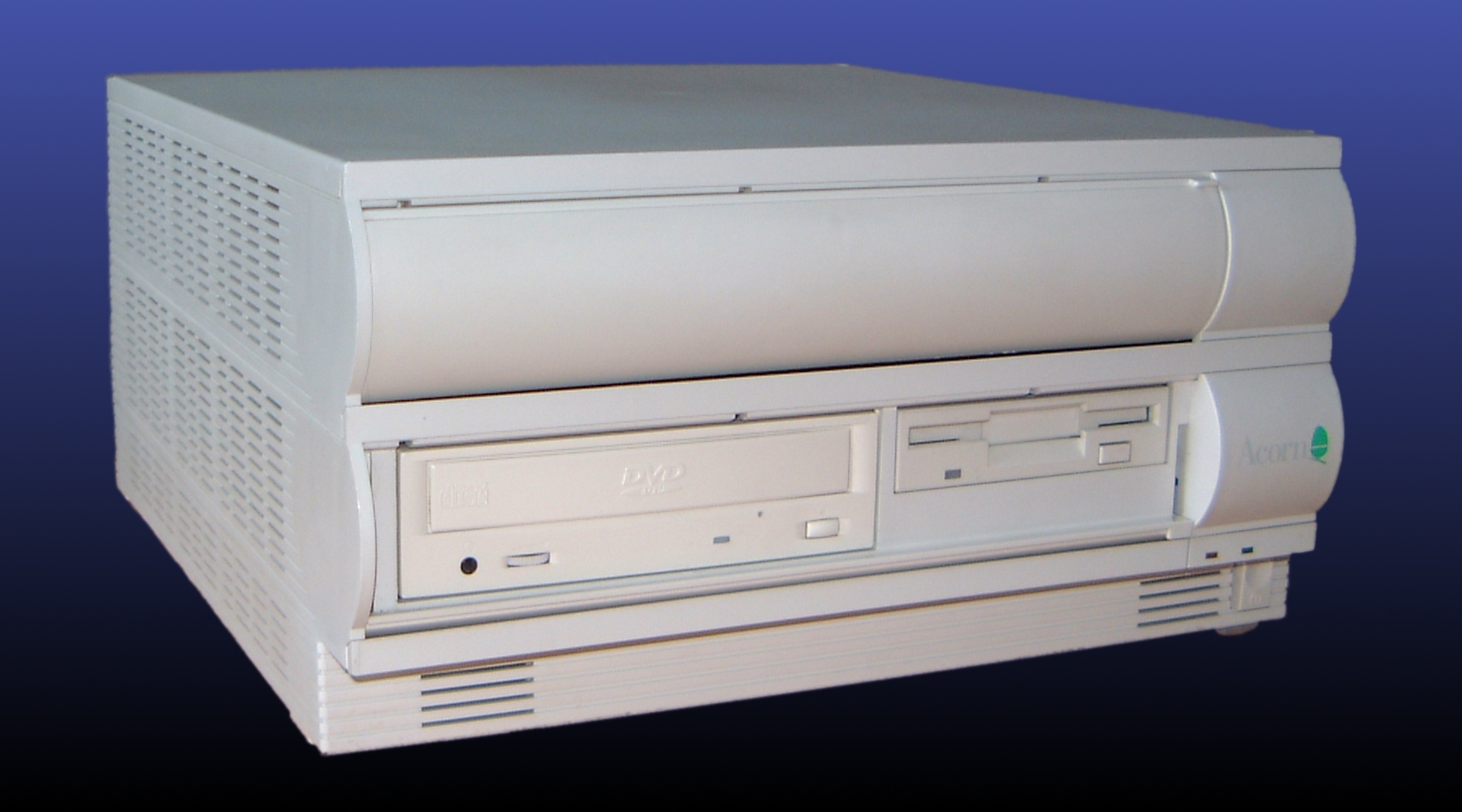
Acorn RISC 600

Il progetto ufficiale Acorn RISC Machine (ARM) cominciò nell'ottobre 1983. Come partner di produzione dei componenti basati sul silicio fu scelta la VLSI Technology, Inc, dal momento che avevano già avuto un contratto di fornitura con l'Acorn per ROM e alcuni chip personalizzati. La VLSI produsse il primo wafer di silicio dell'ARM il 26 aprile 1985; – funzionò al primo tentativo e fu battezzato ARM1.
La sua prima applicazione pratica fu quella di co-processore su una BBC Micro, dove fu utilizzato per lo sviluppo di software di simulazione usato per finire il lavoro sui chip di supporto (VIDC, IOC, MEMC) e per rendere più veloci le operazioni del software CAD usato per lo sviluppo dell'ARM2.
Subito dopo, Wilson codificò il linguaggio BBC BASIC nell' assembly ARM, e la competenza acquisita nella scrittura dell'insieme di istruzioni permise di rendere il codice molto potente. Questa caratteristica rese il BBC BASIC scritto con ARM un ottimo test per qualunque emulatore ARM.
Era tale la segretezza del progetto ARM che, quando nel 1985 la Olivetti iniziò a negoziare per acquisire il controllo di buona parte di Acorn, non fu reso nota l'esistenza del team di sviluppo fino a che gli accordi non furono conclusi.
Nel 1992 Acorn vinse ancora una volta il Queen's Award for Technology per lo sviluppo di ARM.

### Problemi finanziari
L'anno decisivo per la Acorn fu il 1984 – divenne pubblica proprio nel momento in cui si verificava il collasso del mercato degli home computer. Era lo stesso anno in cui l'Atari fu messa in vendita, la Apple rischiò il tracollo, mentre l'Acorn risolse il più grosso problema che aveva avuto da quando era stata fondata: i volumi di produzione.
L'Electron fu lanciato sul mercato nel 1983, ma i problemi di fornitura dei suoi componenti ULA fecero sì che la Acorn non riuscisse a ottenere profitti durante il periodo di vendite natalizie del 1983 – una famosa compagnia pubblicitaria, attraverso spot televisivi, procurò 300.000 ordini, ma i fornitori malesi potevano fornire solo 30.000 macchine. L'apparentemente forte domanda di Electron si rivelò inconsistente: anziché aspettare, i genitori comprarono il Commodore 64 o lo ZX Spectrum come regali per i propri figli.
Ferranti, che forniva i chip ULA, risolse i problemi di produzione, e nel 1984 i prodotti raggiunsero i volumi prospettati; tuttavia i contratti stipulati da Acorn con i propri fornitori non erano abbastanza flessibili da permettere una brusca riduzione dei volumi a causa della situazione imprevista nelle vendite, cosicché le scorte di Electron crebbero.
La Acorn si trovava in grossi guai: a fine anno possedeva 250.000 Electron invenduti in giacenza, che erano stati tutti già pagati e che dovevano essere tenuti in magazzino, con spese aggiuntive.
La Acorn stava anche spendendo gran parte del proprio denaro per lo sviluppo: il BBC Master era in fase di sviluppo; il progetto ARM era tuttora in corso; l'Acorn Business Computer richiese molto lavoro ma in definitiva si dimostrò un insuccesso, dato che solo la versione basata sul 32016 era stata venduta col nome di Cambridge Workstation; infine, ottenere l'approvazione federale per il BBC Micro per espandersi nel mercato degli Stati Uniti d'America si rivelò un processo troppo lungo e costoso, e tutto sommato improduttivo – tutti i dispositivi di espansione che si intendeva mettere in vendita con il BBC Micro dovevano superare la fase di collaudo, e si dovevano ridurre le radiazioni elettromagnetiche emesse. Circa 20 milioni di sterline furono assorbiti dall'iniziativa statunitense, ma i BBC Micro modificati in versione NTSC vendettero poco o nulla. Tuttavia, apparirono una volta nella scuola di Supergirl, in particolare nel film del 1984 Supergirl - La ragazza d'acciaio.

## Sussidiaria della Olivetti (1985–98)
La situazione finanziaria costrinse la Acorn a cercare qualche compratore nel febbraio 1985. Dopo un breve periodo di negoziazioni, Curry e Hauser firmarono un accordo con la Olivetti, il 20 febbraio. L'azienda italiana ottenne il 49,3% dell'Acorn per 12 milioni di sterline, che coprì le perdite da 11 milioni negli ultimi sei mesi. Questo acquisto rivalutò la Acorn da 165 milioni di sterline a 190. Nel settembre del 1985, la Olivetti ottenne un controllo dell'Acorn del 79% delle azioni.

### BBC Master e Archimedes
Il BBC Master venne lanciato nel febbraio 1986 ed ottenne un notevole successo. Tra il 1986 ed il 1989, vennero consegnati circa 200.000 sistemi, al costo di 499£ l'uno, prevalentemente a scuole ed università britanniche. Vennero prodotte diverse versioni della macchina, come il Master 512, dotato di 512 KB di RAM ed un processore 80186 per renderlo compatibile con MS-DOS, ed il Master Turbo, dotato di un secondo processore WDC 65C02.
Il primo uso commerciale dell'architettura ARM fu l'ARM Development System, un processore secondario collegato con il sistema Tube per il sistema BBC Master che permetteva di realizzare applicazioni per il nuovo sistema. Venne messo in vendita a circa 4.000£, contenente un processore, tre processori di supporto e 4 MB di RAM, ed un set di strumenti di sviluppo con una versione sviluppata di BBC BASIC.
Il secondo prodotto basato su ARM fu l'Acorn Archimedes, un computer desktop, commercializzato alla metà del 1987. Divenne popolare particolarmente nel Regno Unito, in Australia ed in Irlanda. Particolarmente potente, poteva vantare caratteristiche e prestazioni notevolmente più avanzate di quelle offerte da sistemi concorrenti del tempo. Si dovette comunque scontrare con la piattaforma PC che già dominava il mercato. Vennero comunque sviluppati sistemi Archimedes successivi, incluso un portatile e nel 1994 venne lanciato il Risc PC, con integrato un processore StrongARM a 200 MHz. Questo modello venne messo in commercio esclusivamente per scuole, specialisti ed appassionati.

### ARM Ltd
La compagnia partner dell'Acorn, la VLSI, aveva il compito di trovare nuove applicazioni per la nuova CPU ARM. La Active Book sviluppò un palmare basato sulla CPU ARM.
Apple sviluppò un nuovo palmare, il Newton. La Apple e l'Acorn iniziarono a collaborare allo sviluppo dell'ARM, e fu deciso che questo doveva essere sviluppato da un'azienda separata. Il blocco del settore ricerca e sviluppo dell'Acorn che aveva sviluppato la CPU ARM formò le basi della ARM Holdings, nel novembre 1990. L'Acorn Group e la Apple Computer Inc avevano il 43% delle azioni ARM.

### I Set-Top box
Nel 1994 fu fondata la Acorn Online Media per sfruttare il successo annunciato del video on demand (VOD), un sistema di televisione interattiva che avrebbe permesso ai suoi utenti di scegliere e guardare un contenuto video tramite la rete. Nel settembre 1994 la Acorn Online Media costituì la Cambridge Trial (esperimento Cambridge) di servizi di video-on-demand, insieme a Anglia Television, Cambridge Cable e Advanced Telecommunication Modules Ltd (ATML) – l'esperimento prevedeva la creazione di una rete ATM ad ampio raggio che avrebbe dovuto collegare le compagnie televisive alle case degli abbonati per offrire servizi come lo shopping da casa, corsi di formazione on-line, download di software su richiesta e il World Wide Web.
La rete ad ampio raggio (WAN, Wide Area Network) utilizzava una combinazione di fibra ottica e cavo coassiale, mentre gli switch (commutatori) erano montati nelle cabine della già esistente rete Cambridge Cable.
La Olivetti Research Laboratory sviluppò la tecnologia usata nell'esperimento.
Un server della ICL fornì il servizio attraverso switch ATM prodotti dalla ATML, un'altra compagnia creata da Hauser e Hopper. L'esperimento cominciò alla velocità di 2 Mbps verso le abitazioni, successivamente portati a 25 Mbit/s.
Gli abbonati utilizzavano le Acorn Online Media set-top boxes.
Per i primi sei mesi l'esperimento coinvolse 10 terminali VOD; nella seconda fase vennero aggiunte 100 abitazioni ed 8 scuole con più di 150 terminali nei propri laboratori. Molte altre organizzazioni entrarono gradualmente nell'esperimento, tra le quali la NatWest Bank, la BBC, la compagnia Post Office, Tesco e la autorità locale in materia di formazione.
La BBC Education sperimentò la ricezione dei programmi radio on-demand nelle scuole di primo grado, e fu creato un nuovo servizio educativo, Education Online, per diffondere materiale come i programmi televisivi Open University e software educativo.
La scuola Netherhall secondary school fu dotata di un server economico per operare da fornitore di servizi, seguita dopo breve tempo dalla Anglia Polytechnic University. Si sperava che la Online Media potesse distaccarsi come compagnia indipendente, ma il successo annunciato del video on-demand non si verificò mai.

### Il Network Computer
Un programma della BBC2 fece un'intervista a Larry Ellison nell'ottobre 1995 in cui questo descriveva il progetto di un network computer, dispositivo in cui Malcolm Bird, Online Media Managing Director di Acorn riconosceva il set-top box di Acorn. Dopo le iniziali discussioni tra Oracle Corporation, Olivetti e Acorn, Bird fu mandato a San Francisco alcune settimane dopo; secondo l'accordo che seguì, Acorn avrebbe definito lo standard per il network computer.
Ellison voleva fare un annuncio sul Network Computer nel febbraio 1996. Sophie Wilson fu messa a capo del progetto del Network Computer e per la metà di novembre una bozza del progetto era pronta. Dal gennaio 1996 il contratto tra Acorn e Oracle era stato stipulato. Nel febbraio 1996 fu fondata Acorn Network Computing che, nell'agosto 1996, lanciò l'Acorn Network Computer.
Il Network Computer doveva creare un nuovo settore del mercato nel quale l'Acorn Network Computing doveva giocare un ruolo importante.
Uno dei due maggiori progetti era la creazione di un nuovo sistema operativo, Galileo, e la creazione di un nuovo chipset StrongARM, il SA1500 / SA1501. La caratteristica principale di Galileo era la "garanzia di servizio" per ogni processo, nel quale le risorse (CPU, memoria, ecc.) necessarie ad eseguire le operazioni erano rese disponibili. Il SA1500 aveva frequenze di clock più elevate rispetto alle altre CPU StrongARM e aveva anche un coprocessore orientato alla multimedialità (Attached Media Processor o AMP).

## L'ultima divisione dell'Acorn (1998–2000)
Le ultime speranze dell'Acorn di entrare nel mercato dei computer furono vane: i set-top boxes non ebbero successo, così come il Network Computer.
Tra il 1996 e il 1998, la Olivetti perse interesse nell'Acorn Group attraverso una serie di transazioni, perdendo 54 milioni di sterline. Acorn Risc Technologies diventò la divisione Workstation, che sarà chiusa nel 1998 quando la Acorn concluse la produzione di computer desktop, in favore dei set-top boxes.
L'ultimo computer, nome in codice Phoebe oppure Risc PC 2, era quasi completo prima dell'abbandono del progetto, e quindi mai fabbricato per la vendita al pubblico.
La ARM, nel frattempo, cambiò i propri assetti. Nel 1998, l'azienda fece un'offerta pubblica di acquisto (OPA) sotto il nome di ARM Holdings plc alla London Stock Exchange e al NASDAQ.
Nel gennaio 1999, Acorn Group cambiò il nome da Acorn Computers Ltd a Element 14 Ltd. Da quel momento, il titolo dell'ARM crebbe ad un punto tale che il valore del capitale della Acorn Group plc valeva meno del 24% dell'ARM. Acorn Computers Group fu venduta il 1º giugno del 1999 alla Morgan Stanley Dean Witter Investments Limited.
Morgan Stanley vendette la divisione set-top-box alla Pace per 200.000 sterline; Pace ottenne il controllo di RISC OS. Il 26 luglio del 1999 un gruppo di manager dell'Acorn capeggiati da Stan Boland comprò la divisione DSP, Element 14, dalla MSDWI per 1,5 milioni di sterline.
La sussidiaria Alcatel produceva modem xDSL, oltre a circuiti integrati per modem.
Element 14 continuò a sviluppare i suoi prodotti DSP finché non fu acquistata dalla Broadcom nel novembre 2000 per la cifra di 366 milioni di sterline (594 milioni di dollari).
Il sistema operativo sviluppato per Phoebe è RISC OS 4 - nome in codice Ursula, della RISCOS Ltd, ancora oggi in sviluppo. RISC OS 4 è disponibile nelle versioni 26 bit e 32 bit per l'Acorn Risc PC, l'A7000+, i computer della MicroDigital e della RiscStation (Mico, Alpha, Omega, R7500s) più il nuovo insieme prodotto dalla AdvantageSix chiamato A9. Esso funziona anche sull'insieme degli emulatori VirtualAcorn. Il RISC OS 5 solo a 32 bit prodotto da Castle è usato per i loro computer Iyonix e per i set-top boxes.

## Filmografia
- Micro Men - un film per la televisione prodotto nel 2009 dalla BBC.